# Верхня Заїмка (Бурятія)
Верхня Заїмка (рос. Верхняя Заимка) — село Північно-Байкальського району, Бурятії Росії. Входить до складу Сільського поселення Верхньозаїмського.
Населення — 597 осіб (2015 рік).